# Гонелла, Серджо
Се́рджо Гоне́лла (итал. Sergio Gonella; 23 мая 1933, Асти, Пьемонт — 19 июня 2018, Асти, Пьемонт) — итальянский футбольный судья. Обслуживал финальные матчи чемпионата мира и Европы.

## Карьера
Обслуживал финальные матчи чемпионатов Европы 1976 и мира 1978, а также первый матч Суперкубка Европы 1975.
Наряду со швейцарцем Готтфридом Динстом является единственным арбитром, обслуживавшим финалы чемпионата мира и Европы.
В 2013 году введён в Зал славы итальянского футбола.